# Ancistria kurosawai
Ancistria kurosawai is een keversoort uit de familie Passandridae. De wetenschappelijke naam van de soort is voor het eerst geldig gepubliceerd in 1993 door Sasaji.